# City státusz az Egyesült Királyságban

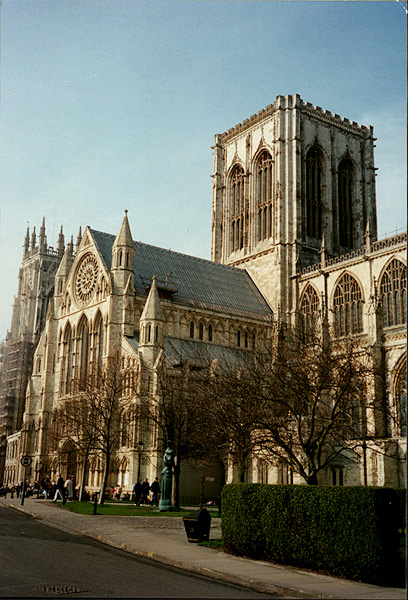
A yorki katedrális York cityben

A city státusz az Egyesült Királyságban a brit uralkodó által egyes városoknak adományozott cím.
A státusz nem ad többletjogokat az adott településnek azon felül, hogy „city” néven nevezheti magát, de jelentős presztízzsel jár, és emiatt a city státuszért nagy a versengés.
Megszerzéséhez nem kapcsolódnak kritériumok, bár Angliában és Walesben hagyományosan olyan városok kapták, amelyek rendelkeztek püspöki székesegyházzal. Ez a hagyomány az 1540-es évekre nyúlik vissza, amikor VIII. Henrik angol király püspökségeket (és ezekhez tartozó katedrálisokat) alapított hat angol városban, és e városoknak adománylevélben city státuszt adott.
Írországban a státuszt sokkal kevesebb város kapta meg, mint Angliában vagy Walesben, és a mai Észak-Írországban csak két 19. század előtti eredetű city van (Armagh és Londonderry (Derry). Skóciában az állam egészen a 19. századig nem ismert el city státuszú városokat, ekkor azonban reneszánszát kezdte élni a city státusz adományozásának uralkodói szokása, először Angliában, majd Skóciában és Írországban is. A státuszadományozásokkal egy időben új katedrálisok is épültek.
A 20. században hivatalosan is elismerték, hogy a katedrális megléte többé nem feltétele a státusz elnyerésének. Akkortól más kritériumok, például a népességszám alapján adták ki az új státuszokat.
Az 1840-es írországi Municipal Corporations törvénnyel olyan önkormányzati reformok sora indult, amely megszüntetett bizonyos testületeket, és ezzel párhuzamosan több régi city elvesztette státuszát. A legtöbb esetben azonban új adománylevelekkel biztosították a folytonosságot. Jelenleg csak Rochester és Elgin nem rendelkezik a státusszal a korábbi cityk közül.